# Ana Alice Luciano da Silva
Ana Alice Luciano da Silva (* 14. März 1989 in Porto Firme, Minas Gerais) ist eine brasilianische Fußballspielerin.

## Karriere

### Verein
Nach wechselnden Stationen zu Beginn ihrer Spielerlaufbahn ist Ana Alice zur Stammkraft beim Rio Preto EC avanciert. Als Spielführerin hat sie das Frauenteam 2015 zur nationalen Meisterschaft Brasiliens und 2016 zur Meisterschaft im Staat São Paulo geführt. Zum Jahresende 2016 verkündete sie ihren Wechsel zum SC Kirjat Gat in Israel, mit dem sie die Meisterschaft der Saison 2016/17 gewinnen konnte.
Im Spätjahr 2017 ist Ana Alice zu Rio Preto zurückgekehrt, mit dem sie den Staatsmeistertitel verteidigte. Im März 2018 wechselte sie nach Portugal in das neu gegründete Frauenteam des Benfica Lissabon.

### Nationalmannschaft
Im November 2016 ist Ana Alice von Emily Lima in den Kader der A-Nationalmannschaft für das Torneio Internacional in Manaus berufen worden, ist bei dem im Dezember 2016 ausgetragenen Turnier aber nicht zum Einsatz gekommen.

## Erfolge
Nationalmannschaft
- Gewinnerin des Torneio Internacional: 2016 (ohne Einsatz)

Verein
- CONMEBOL Copa Libertadores: 2020
- Israelische Meisterin: 2017
- Brasilianische Meisterin: 2015
- Portugiesische Pokalsiegerin: 2019
- Staatsmeisterin von São Paulo: 2016, 2017